# L'Amour du français
L'Amour du français est un essai d'Alain Rey publié pour la 1re fois en 2007 aux éditions Denoël.

## Contenu
Dans cet ouvrage, l'auteur décrit comment le supposé « amour de la langue française », depuis le XVIIe siècle, repose sur des conceptions erronées de la langue et a pour effet d'entraver son développement.
Dans la première partie, « Les Erreurs de l'amour », il décrit les quatre grandes qualités que l'on prête traditionnellement à la langue française — et parfois par lesquelles on juge de la valeur d'une langue — soit la pureté, la richesse, la clarté (ou la rationalité) et le « génie », pour montrer les failles de la définition de ces caractéristiques et les erreurs que l'on fait en voulant les attribuer à la langue française, que ce soit en soi ou par comparaison avec les autres langues. 
Dans la deuxième partie, « La Grande Métisserie », il retrace les origines et le développement de la langue française en insistant sur le fait que cette langue est en fait le résultat de diverses transformations du latin, du gaulois et du francique, transformations alimentées en cours de route par diverses autres langues germaniques ainsi que par l'arabe (souvent par l'intermédiaire de l'espagnol), l'italien, l'anglais et diverses autres langues. 
Dans la troisième parte, « Au péril du verbe », il traite du discours fréquent selon lequel la qualité ou la maîtrise de la langue seraient menacées et des présupposés fragiles sur lesquels repose ce discours.

## Style
Le style est plus proche de celui de l'érudit que de celui du vulgarisateur.

## Extraits
- « Après un projet de grammaire qui conseille à l'Académie d'éviter pour son élaboration les “savants grammairiens” et de se “borner à une méthode courte et facile” – on pense aujourd'hui à La grammaire est une chanson douce d'Erik Orsenna – et sans se faire d'illusion sur la possibilité de “fixer une langue vivante”, Fénelon aborde la question de la pauvreté-richesse de l'idiome.
Remarque liminaire : depuis un siècle [i.e. depuis le XVIe s.], on a appauvri la langue en voulant l'épurer. » (« Les erreurs de l'amour – My language is rich – Le lièvre et le renard », pp. 83-84).
- « Mais cette évolution [de divers mots et de la grammaire du latin vers l'ancien français] ne rendent pas compte de la nature de l'ancien français, où la souplesse dans l'ordre des mots, réduite par rapport au latin, est encore bien plus grande qu'en français moderne. Pour le lecteur d'aujourd'hui, cette langue doit une part de magie à son rythme et à son lexique, qui en font une langue étrangère mais proche, rebelle à la traduction. » (« La grande métisserie – Chemins de traverse », p. 158).
- « Avant le XXe siècle, rares étaient les dictionnaires supposés “généraux”, voire “universels”, du français à retenir les mots qui n'étaient pas sanctionnés par la norme bourgeoise d'Île-de-France. La bourgeoisie fut la première à céder, avec l'apparition des mots “populaires”; l'Île-de-France résista plus longtemps. À l'exception du Dictionnaire critique du jésuite marseillais Féraud, à la fin du XVIIIe siècle, on chercherait vainement les mots français du Québec, des Antilles, et même de Suisse ou de Belgique, et, plus étrangement encore, ceux de Picardie, de Bretagne, de Savoie ou du Languedoc, dans les “grands” dictionnaires de langue “française” avant le milieu du XXe siècle. » (« Au péril du verbe – Le miroir à trois faces – Dieu serait-il un mammifère? », p. 312).